# Poll del cos
El poll del cos o dels vestits (Pediculus humanus humanus, de vegades dit Pediculus humanus corporis) és una subespècie de Pediculus humanus, un poll hematofàgic que infesta els humans. Tot i el seu nom, no viu directament al cos de les persones, sinó que viu a la roba, i entra en contacte amb el cos humà quan necessita alimentar-se. La condició d'estar infestat amb polls del cabell, polls del cos o polls del pubis és dita pediculosi.